# Bunodophoron coomerense
Bunodophoron coomerense är en lavart som först beskrevs av Ohlsson, och fick sitt nu gällande namn av Wedin. Bunodophoron coomerense ingår i släktet Bunodophoron och familjen Sphaerophoraceae.   Inga underarter finns listade i Catalogue of Life.